# Ікона Божої Матері Зарваницької
Ікона Божої Матері Зарваницької — святиня Зарваниці, датується серединою XVII ст. За легендою, існував ще образ XIII ст. Відома в Україні та за її межами.

## Опис
Поясний[уточнити] образ Богородиці, котра тримає на лівій руці малого Ісуса; розпростерті правиці обох постатей підняті для вітання та благословення; погляд Божої Матері спокійний, зосереджений.

## Історія

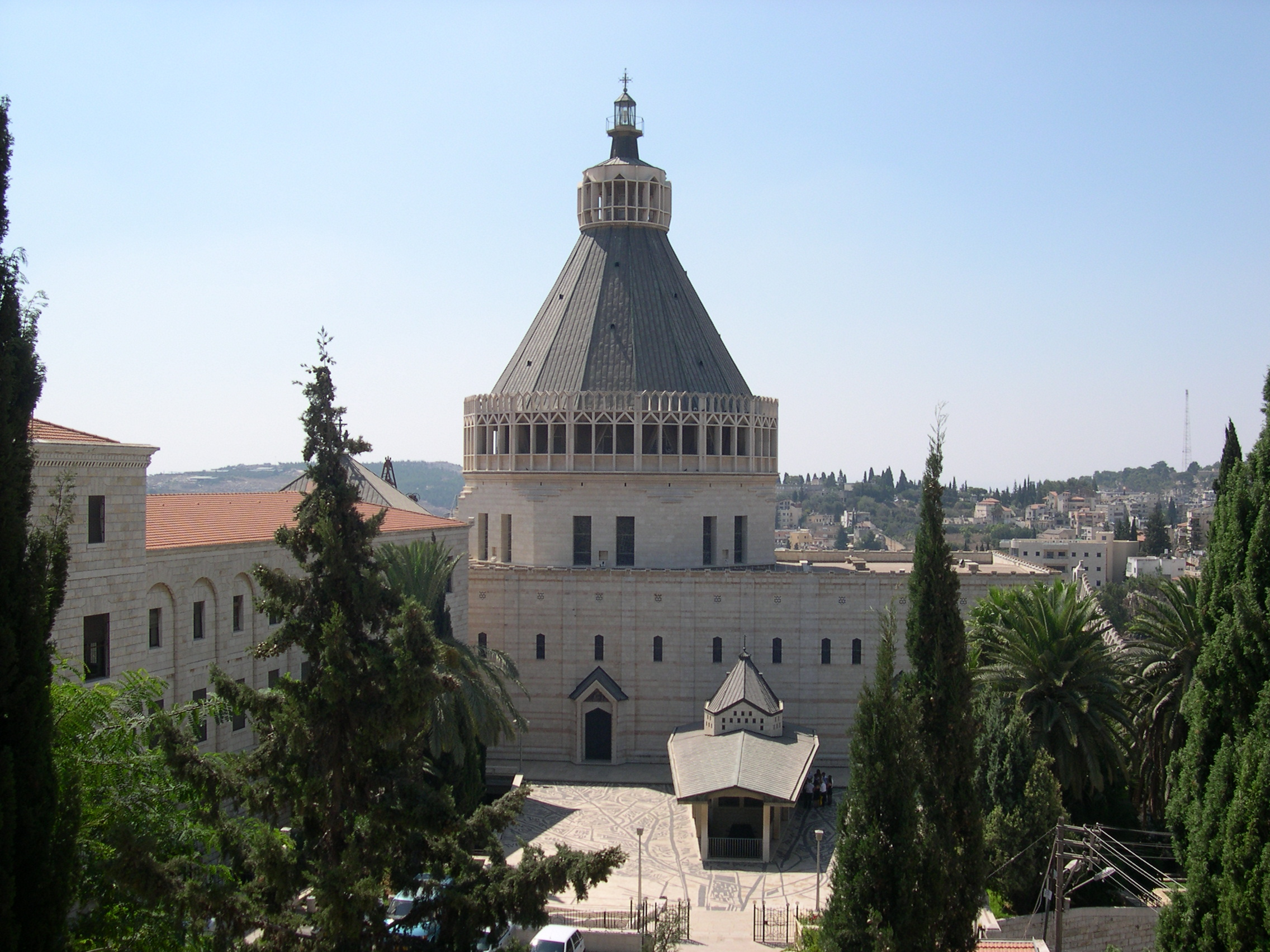
Базиліка Благовіщення в місті Назареті

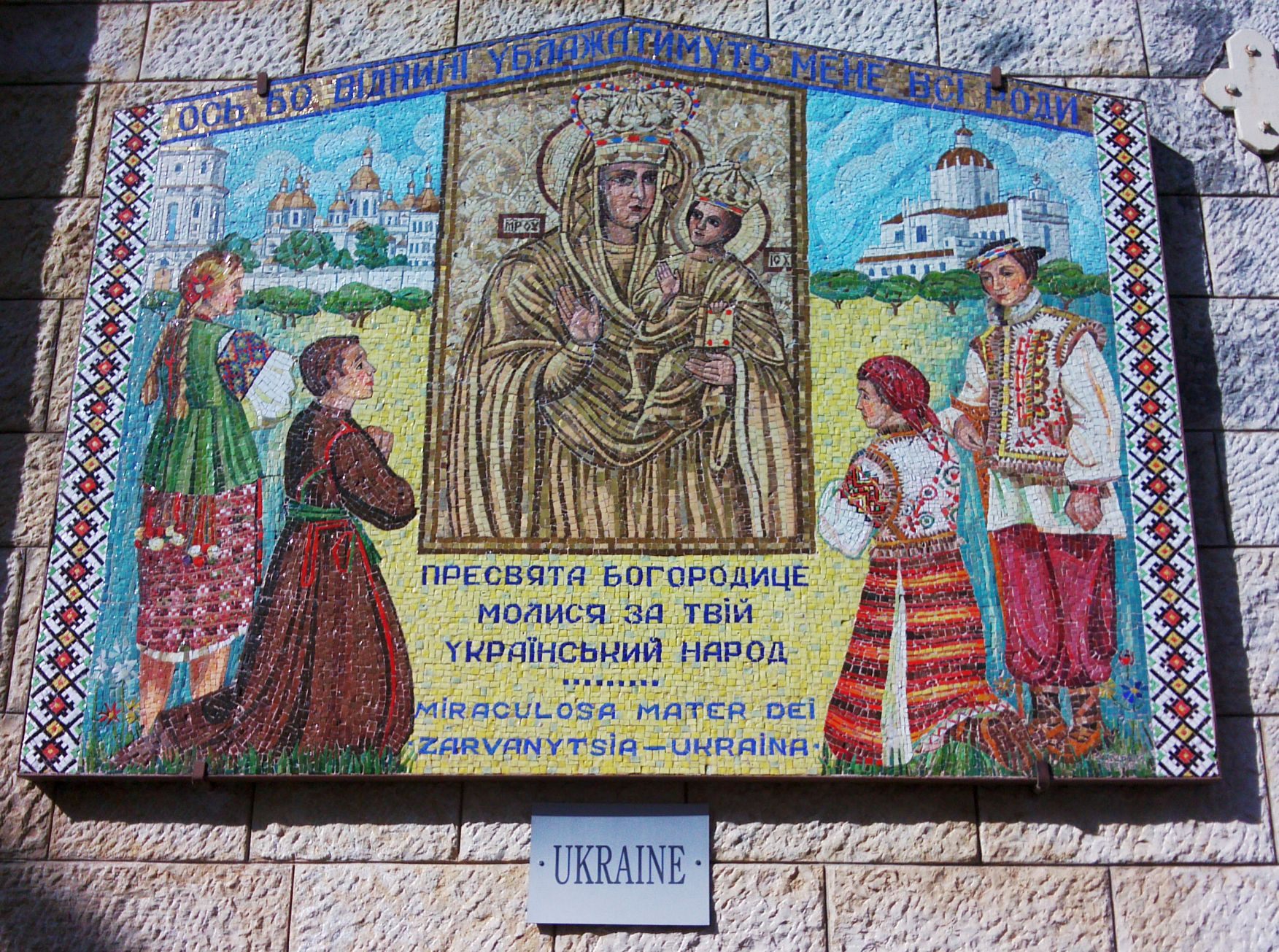
мозаїка коло храму Базиліки Благовіщення у Назареті (фрагмент — образ Зарваницької Богородиці)

За переказами, після спустошення татарськими ордами Києва один монах, рятуючись втечею від нападників, потрапив у незнані місця над річкою Стрипа. Знеможений до краю, у молитві просив Богородицю, щоб взяла його під свою опіку. Умиротворений молитвою, заснув. У сні йому з'явилися Пречиста Діва Марія і два янголи з білими ліліями в руках. Чернець упав перед Богородицею на коліна, а вона, посміхнувшись, доторкнулася до нього омофором. Монах прокинувся у чарівній долині, оповитій густим лісом. Вражений красою місцевості, побачив над джерелом ікону Пресвятої Богородиці з Ісусом на руках, котра світилася. Чернець залишився там. Згодом збудував капличку, куди помістив ікону; опісля тут звели церкву з монастирем.
Село, що виникло біля цього святого місця, назвали Зарваницею. За переказами, ікона не раз зупиняла ворожі напади, а вода з джерела зцілювала калік і хворих.

## Коронація
Заходами пароха (УГКЦ) у Зарваниці отця Порфирія Мандичевського (посла до Галицького сейму) 1867 року відбулась урочиста коронація ікони. Папа Римський Пій IX надав їй відпустового значення. 1921 р. художник Петро Холодний реставрував її та виготовив копію. Після 2-ї світової війни місцеві жителі П. Деркач і Ю. Монастирська переховували ікону, 1988 р. передали її до Зарваницького храму Пресвятої Трійці. Відтоді у Зарваниці відбуваються багатолюдні прощі.
У жовтні 2017 на площі святого Петра у Ватикані Папа Франциск під час меси благословив корони, що були почеплені на привезену із Зарваниці копію ікони.

## Сучасне значення
Нині на чудотворному місці — духовний центр із собором Зарваницької Матері Божої. Під час офіційного візиту в Україну в червні 2001 року Папа Римський Іван Павло ІІ помолився перед іконою в церкві святого Миколая на Аскольдовій могилі у Києві, куди святиню привезли з нагоди урочистості. Ще одну копію Божої Матері Зарваницької відтворив у Філадельфії (США) живописець Петро Андрусів; 1973 р. її освятив митрополит Йосиф Сліпий.

## Образ Зарваницької Богородиці в Назареті
Мозаїка-ікона Зарваницької Богородиці, оточена двома постатями в гуцульських строях та візерунками — міститься на території Базиліки Благовіщення, зведеної 1968 року в Назареті.